# Die Roboter

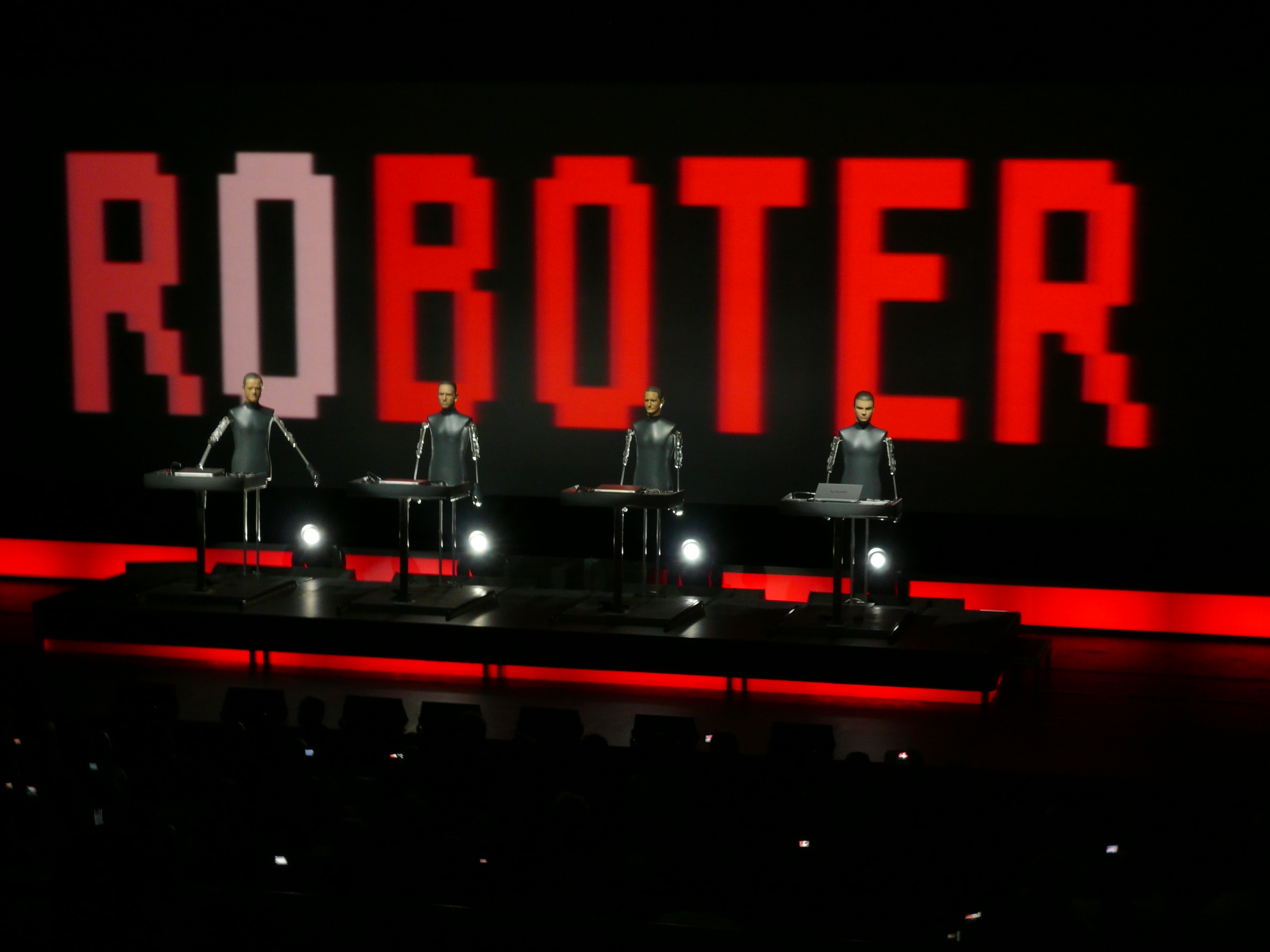
Kraftwerk während eines Live-Auftritts im VW-Kraftwerk Wolfsburg am 26. April 2009.

Die Roboter ist ein Lied der deutschen Band Kraftwerk, das im April 1978 erschien. Im gleichen Jahr erschien auch eine englischsprachige Version mit dem Titel The Robots.

## Entstehung und Veröffentlichung
Das Lied wurde von den beiden Kraftwerk-Mitgliedern Ralf Hütter und Florian Schneider-Esleben getextet, komponiert und produziert. Beim Schreibprozess bekam das Duo Unterstützung durch den Bandkollegen Karl Bartos.
Die Erstveröffentlichung von Die Roboter erfolgte am 28. April 1978 durch das Kling-Klang-Studio, als Teil des siebten Kraftwerk Studioalbums Die Mensch-Maschine (Katalognummer: 058-32843). Am 12. Mai 1978 erschien das Lied als erste Singleauskopplung aus dem Album. Diese erschien als 7″-Single mit der B-Seite Spacelab (Katalognummer: 006-32 941). Am gleichen Tag erschien auch die englischsprachige Version The Robots als Single bei Capitol Records. Diese erschien in zwei verschiedenen Ausführungen. Zum einen erschien sie ebenfalls mit der B-Seite Spacelab (Katalognummer: CL 15981), zum anderen mit der B-Seite Trans-Europe Express (Katalognummer: ECR-20476). Eine Woche später erschien die englische Version als Teil von The Man-Machine (Katalognummer: Capitol 064-85444), dem englischsprachigen Pendant zu Die Mensch-Maschine. Im Jahr 1991 erschien eine Single-Neuauflage zu Die Roboter (Katalognummer: 2 04325 7), die im Zuge des Remixalbums The Mix entstanden ist (Katalognummer: CDP 1C 568-7 96650 2).

## Inhalt
Textlich wird im Lied die Rolle von Robotern als unterwürfige Arbeiter für den Menschen erörtert. Die russischen Zeilen „Я твой слуга / Я твой работник“ („Ich bin dein Diener / Ich bin dein Arbeiter“), auch auf dem Backcover des Albums zu finden, während des Intros und erneut während seiner Wiederholung in der Bridge werden mit tiefer Stimme gesprochen.

## Liveauftritte
Die Livedarbietung hat sich im Laufe der Zeit stark verändert: In einem Bericht über einen Auftritt im Jahr 1997 heißt es beispielsweise, dass „vier beinlose Roboterkörper von einer Beleuchtungsanlage herabgelassen und darauf programmiert wurden, mechanische Bewegungen zur Musik auszuführen“, ein anderer Bericht aus dem folgenden Jahr beschreibt das Spektakel als „Robotertorsos und -köpfe, die in der Luft schweben und sich langsam drehen und winken, während die Musik weiterläuft“, und ein anderer beschreibt, dass er auf dem Bildschirm „Darstellungen der Band mit Plastikköpfen, die auf stumpfen grauen Torsos mit mechanischen Armen und Beinen mit Metallstäben sitzen“ sieht. Der Text „We are the robots“ wird auf diesem Bildschirm eingeblendet, gefolgt von der Zeile „We are programmed / just to do / anything you want us to.“ Dann hebt sich der Bildschirm und zeigt die Band, nachdem sie sich in Roboter verwandelt hat. Aber es heißt, dass sie sich nicht „in den sprunghaften Bewegungen, für die Roboter berühmt sind, bewegten; sie schwenkten und bewegten ihre Arme langsam, bedächtig, menschlich, als ob sie T'ai chi übten“. Es wurde auch gesagt, dass diese „Roboter“ eine weitaus lebensechtere Vorstellung geben als die Band selbst. Bei einer Show in Irland im Jahr 2008 kam es jedoch zu einer „Farce“, als sich ein Vorhang nicht schließen ließ und die Verwandlung der Band in Roboter unterbrochen wurde. Die Bühnenarbeiter mussten eingreifen und den Vorhang selbst schließen, woraufhin die Sequenz fortgesetzt werden konnte.

## Musikvideos
Zu Die Roboter erschien zwei offizielle Musikvideos. Das erste erschien im Jahr 1978 unter der Regie von Günter Fröhling. Das zweite erschien im Jahr 1991 und wurde von den beiden Kraftwerk-Mitgliedern Hütter und Schneider-Esleben selbst gedreht.

## Rezeption
Der Refrain wurde zu einem wichtigen Erkennungszeichen der Band und häufig referenziert: Wolfgang Flür, zur Zeit der Singleveröffentlichung Mitglied von Kraftwerk, schrieb später das Buch Kraftwerk: ich war ein Roboter. Der Text wurde auch im Titel der BBC-Radio-4-Dokumentation Kraftwerk: We Are the Robots erwähnt, die am 22. November 2007 zum ersten Mal ausgestrahlt wurde. The Robots wird als einer der besten Titel von Kraftwerk angesehen. Billboard und The Guardian setzten das Lied im Jahr 2020 auf Platz zwei bzw. Platz sechs ihrer Listen der besten „Kraftwerk-Songs“. Das Lied wurde in vielen Kinos in Südindien als Vorstellungssong verwendet.
David Stubbs vom Melody Maker kürte The Robots zur Single der Woche und erklärte, dass der Remix „immer noch herausragend ist - ungetrübt von einer leichten House-Adaption ist er ein perfektes Beispiel für Kraftwerks exakte Wissenschaft und seinen trockenen Witz. Der erste und immer noch der beste“. Das paneuropäische Magazin Music & Media schrieb: „Die Pioniere des Synthesizer-Pop machen ihrem Ruf alle Ehre. Hi-tech für EHR.“ Sherman vom NME meinte: „Während ‚The Robots‘ einen viel reicheren Eindruck macht als zuvor, gräbt sich die Vocoder-gespeiste Zeile von We are the robots [tiefer denn je] ins Gedächtnis“.

## Kommerzieller Erfolg
Die Roboter avancierte zum Zeitpunkt der Erstveröffentlichung zum Charthit in Deutschland (Rang 25) und Österreich (Rang 23). Nach der Wiederveröffentlichung im Jahr 1991 erreichte es in Deutschland mit Rang 18 seine beste Platzierung und erreichte erstmals die Singlecharts im Vereinigten Königreich (Rang 20).
| ChartsChartplatzierungen     | Höchstplatzierung | Wochen/ Monate |
| ---------------------------- | ----------------- | -------------- |
| Deutschland (GfK)            | 18 (30 Wo.)       | 30 Wo.         |
| Österreich (Ö3)              | 23 (1 Mt.)        | 1 Mt.          |
| Vereinigtes Königreich (OCC) | 20 (4 Wo.)        | 4 Wo.          |